# رستوران وگان

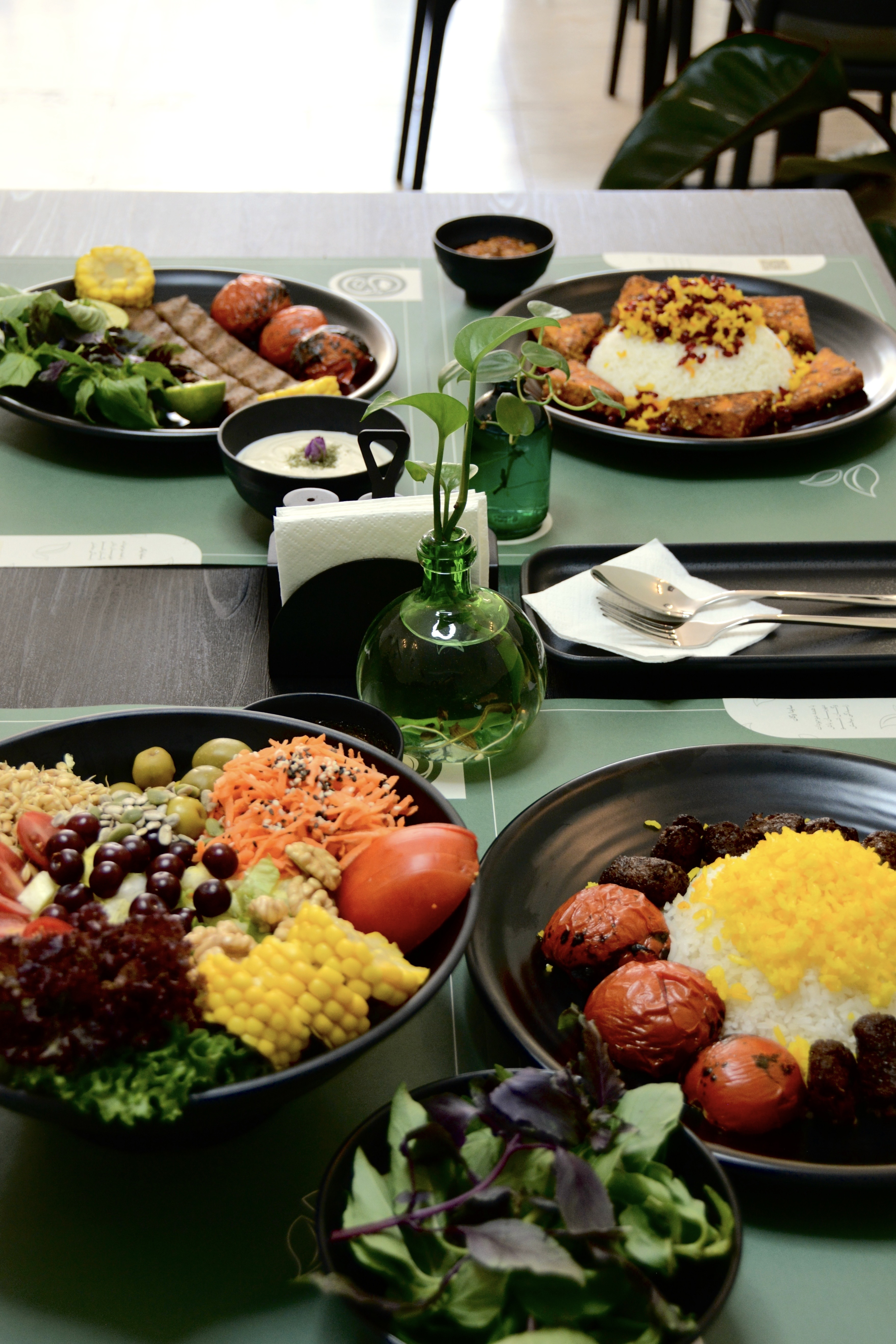
یک وعده غذای گیاهی ایرانی شامل کباب گیاهی، برنج زعفرانی، گوجه‌فرنگی کبابی، سبزیجات و دورچین‌های متنوع در یک رستوران وگان

رستوران وگان (ویگن Vegan) نوعی رستوران است که تنها غذاهای کاملاً گیاهی را ارائه می‌دهد. در این رستوران‌ها از هیچ‌گونه مادهٔ حیوانی مانند گوشت، لبنیات، تخم‌مرغ یا عسل استفاده نمی‌شود. این نوع رستوران‌ها به‌طور خاص برای افرادی طراحی شده‌اند که رژیم غذایی گیاه‌خواری یا وگانیسم را دنبال می‌کنند.

## تفاوت رستوران گیاهی و وگان
اگرچه دو واژهٔ «گیاهی» و «وگان» گاهی به جای هم استفاده می‌شوند، اما در برخی کشورها تفاوت‌هایی میان آن‌ها قائل می‌شوند. رستوران‌های «گیاه‌خواری» ممکن است در برخی غذاها از لبنیات یا تخم‌مرغ استفاده کنند (رژیم لاکتو-اوو)، در حالی که رستوران‌های «وگان» به‌طور کامل از هرگونه مادهٔ حیوانی پرهیز می‌کنند. بنابراین، تمامی رستوران‌های وگان گیاهی‌اند، اما همهٔ رستوران‌های گیاهی الزاماً وگان نیستند.

## تاریخچه
نخستین رستوران‌های گیاه‌محور در دوران باستان در هند و شرق آسیا شکل گرفتند، تحت تأثیر آموزه‌هایی مانند آهیمسا در هندوئیسم، بودیسم و جینیسم. این مذاهب پیروان خود را به پرهیز از کشتن جانداران و تغذیهٔ غیرخشونت‌آمیز دعوت می‌کردند.
در غرب، نخستین رستوران‌های گیاهی در اواخر قرن نوزدهم در اروپا و آمریکا ظاهر شدند. یکی از نخستین نمونه‌ها، «Vegetarian Restaurant No.1» در نیویورک بود که در سال ۱۸۹۵ تأسیس شد.
در قرن بیستم، به‌ویژه از دههٔ ۱۹۷۰ به بعد، با رشد جنبش‌های زیست‌محیطی، حقوق حیوانات و سبک زندگی طبیعی، موج تازه‌ای از رستوران‌های گیاهی و وگان پدید آمد. از دههٔ ۲۰۱۰ میلادی، با افزایش آگاهی عمومی نسبت به اثرات زیست‌محیطی دام‌پروری، محبوبیت این رستوران‌ها به‌طور چشمگیری افزایش یافت.
نمونه‌هایی مانند «Loving Hut»، «Veggie Grill» و «Crossroads Kitchen» از رستوران‌های مشهور بین‌المللی در این زمینه هستند.

## ویژگی‌ها
- منوی ۱۰۰٪ گیاهی بدون هیچ‌گونه ماده حیوانی
- استفاده از مواد تازه، ارگانیک و فاقد محصولات حیوانی
- جایگزین‌های گیاهی برای گوشت، پنیر، تخم‌مرغ و لبنیات
- رعایت اصول اخلاقی نسبت به حیوانات و محیط زیست
- پخت و تهیهٔ غذا بدون محصولات مشتق‌شده از حیوانات

## دلایل محبوبیت
- پیروی از رژیم گیاهی یا وگان
- نگرانی‌های زیست‌محیطی و تأثیر دام‌پروری بر گرمایش زمین
- دغدغه‌های اخلاقی در قبال حقوق حیوانات
- آلرژی یا عدم تحمل به مواد حیوانی
- تمایل به تغذیهٔ سبک، سالم و بدون کلسترول

## وضعیت در ایران
رستوران‌های گیاهی در ایران از اوایل دهه ۱۳۹۰ به شکل جدی‌تری مطرح شدند. با رشد آگاهی درباره گیاه‌خواری، وگان شدن و افزایش تقاضا برای غذاهای سالم، برخی از شهرهای بزرگ ایران میزبان رستوران‌هایی با منوی کاملاً وگان شدند.  
برخی از این رستوران‌ها علاوه بر غذا، محصولات گیاهی مانند شیرهای گیاهی، لبنیات وگان و فرآورده‌های بدون گلوتن نیز ارائه می‌دهند. 
از نمونه‌های شناخته‌شده رستوران‌های وگان در ایران می‌توان به: رستوران گیاهی زمین، رستوران خانه هنرمندان، رستوران مهر میترا، رستوران سایدا وگان، رستوران پیور، رستوران گیاهی محلی بین‌الملل و ... اشاره کرد.

## چالش‌ها
رستوران‌های وگان با مشکلاتی مانند تأمین مواد اولیهٔ خاص، آگاهی پایین عمومی، قیمت بالاتر غذاها، مقاومت فرهنگی نسبت به حذف گوشت و محدودیت‌های تبلیغاتی مواجه هستند. با این حال، رشد روزافزون تقاضا برای تغذیهٔ گیاهی، افزایش جنبش‌های حمایت از حیوانات، و تغییر سبک زندگی نسل جوان، زمینه را برای توسعهٔ بیشتر این رستوران‌ها فراهم کرده‌است.